# 緊群
在數學中，緊群（英語：Compact group）是其拓撲為緊緻的拓撲群。緊群是帶有離散拓撲的有限群的自然推廣，并以顯著方式延續了一些性質。緊群的理論已被人们深入研究，與群作用和群表示論有關。
下面我們假定所有群都是豪斯多夫空間，因為這個覆蓋了所有有價值的情況。

## 緊李群
李群形成最好一類拓撲群，而緊李群有特別良好開發的理論。緊李群的基本例子包括
- 圓群 T 和環面群 Tn，
- 正交群 O(n)，特殊正交群 SO(n) 和它的覆蓋旋量群 Spin(n)，
- 酉群 U(n) 和特殊酉群 SU(n)，
- 辛群 Sp(n)，
- 例外李群的緊緻形式: G2, F4, E6, E7 和 E8，
- 所有有限群(帶有離散拓撲)。

緊李群的分類定理指出不別有限擴張和有限覆蓋之異時這窮盡了例子列表(它已經包含了一些冗余)。

### 分類
給定任何緊李群 G 我們可以選取它的單位元單元 G0，它是連通的。商群 G/G0 是單元的群 π0(G)，它必定有限的因為 G 是緊緻的。因此我們有了有限擴張
{\displaystyle 1\to G_{0}\to G\to \pi _{0}(G)\to 1\,}。
現在所有緊緻的連通李群 G0 都有有限覆蓋
{\displaystyle 1\to A\to {\tilde {G}}_{0}\to G_{0}\to 1\,}
這里的 {\displaystyle A\subset Z({\tilde {G}}_{0})} 是有限阿貝爾群而 {\displaystyle {\tilde {G_{0}}}} 是環面和緊緻的、連通的、單連通李群 K 的乘積:
{\displaystyle {\tilde {G}}_{0}\cong \mathbb {T} ^{m}\times K}。
最后，所有緊緻的、連通的、單連通李群 K 是緊緻的、連通的、單連通單李群 Ki 的乘積，它們每個都同構於下列中唯一一個
- Sp(n), n ≥ 1
- SU(n), n ≥ 3
- Spin(n), n ≥ 7
- G2, F4, E6, E7 或 E8。

## 進一步例子
在不承載流形結構的非李群的群之中，例子有p-進數集的加法群 Zp 和來自它的構造。事實上任何預有限群都是緊群。這意味著伽羅瓦群是緊群，這是代數擴張理論在無限次情況下的基本事實。
龐特里亞金對偶性提供大量緊交換群的例子。它們對偶於阿貝爾離散群。

## 哈爾測度
緊緻群都承載哈爾測度，它對于左和右平移的都是不變的(模數函數必定是到正乘法性實數的同態，因此為 1)。換句話說，這些群都是幺模群。哈爾測度易於正規化為概率測度，類似於在圓上的 dθ/2π。
這種哈爾測度在很多情況下都是容易計算的；例如胡尔维茨知道對于正交群如何計算，在李群的情況下總能通過不變微分形式的得到。在預有限情況有很多有限指標的子群，而陪集的哈爾測度將是指標的倒數。因此經常可非常直接的計算積分，這是在數論中常用到的事實。

## 表示理論
緊群的表示理論由彼得-外尔定理創立。赫尔曼·外尔 基于極大環面理論給出了緊連通李群的詳細的特征理論。結果的外爾特徵標公式是二十世紀數學的最有影響的成果之一。

## 引用
- Hofmann, Karl H.; Morris, Sidney A., , Berlin: de Gruyter, 1998, ISBN 3-11-015268-1